# Les Brouzils
Les Brouzils ist eine französische Gemeinde im Département Vendée in der Region Pays de la Loire. Sie gehört zum Arrondissement La Roche-sur-Yon und zum Kanton Montaigu-Vendée (bis 2015: Kanton Saint-Fulgent). Die 2.916 Einwohner (Stand: 1. Januar 2022) werden Brouziliens und Brouziliennes genannt.

## Geographie
Les Brouzils liegt etwa 41 Kilometer südsüdöstlich von Nantes. Das Gemeindegebiet wird vom Flüsschen Bouvreau und seinem Zufluss Coussais durchquert. Umgeben wird Les Brouzils von den Nachbargemeinden Montaigu-Vendée im Norden und Nordosten, Chavagnes-en-Paillers im Osten, Chauché im Südosten, La Copechagnière im Süden, Saint-Denis-la-Chevasse im Süden und Südwesten, Saint-Sulpice-le-Verdon im Westen sowie L’Herbergement im Westen und Nordwesten.
Durch die Gemeinde führen die Autoroute A83.

## Bevölkerungsentwicklung
| Jahr      | 1962 | 1968 | 1975 | 1982 | 1990 | 1999 | 2006 | 2012 | 2020 |
| Einwohner | 2293 | 1931 | 1886 | 1845 | 1951 | 2031 | 2392 | 2666 | 2883 |

## Sehenswürdigkeiten

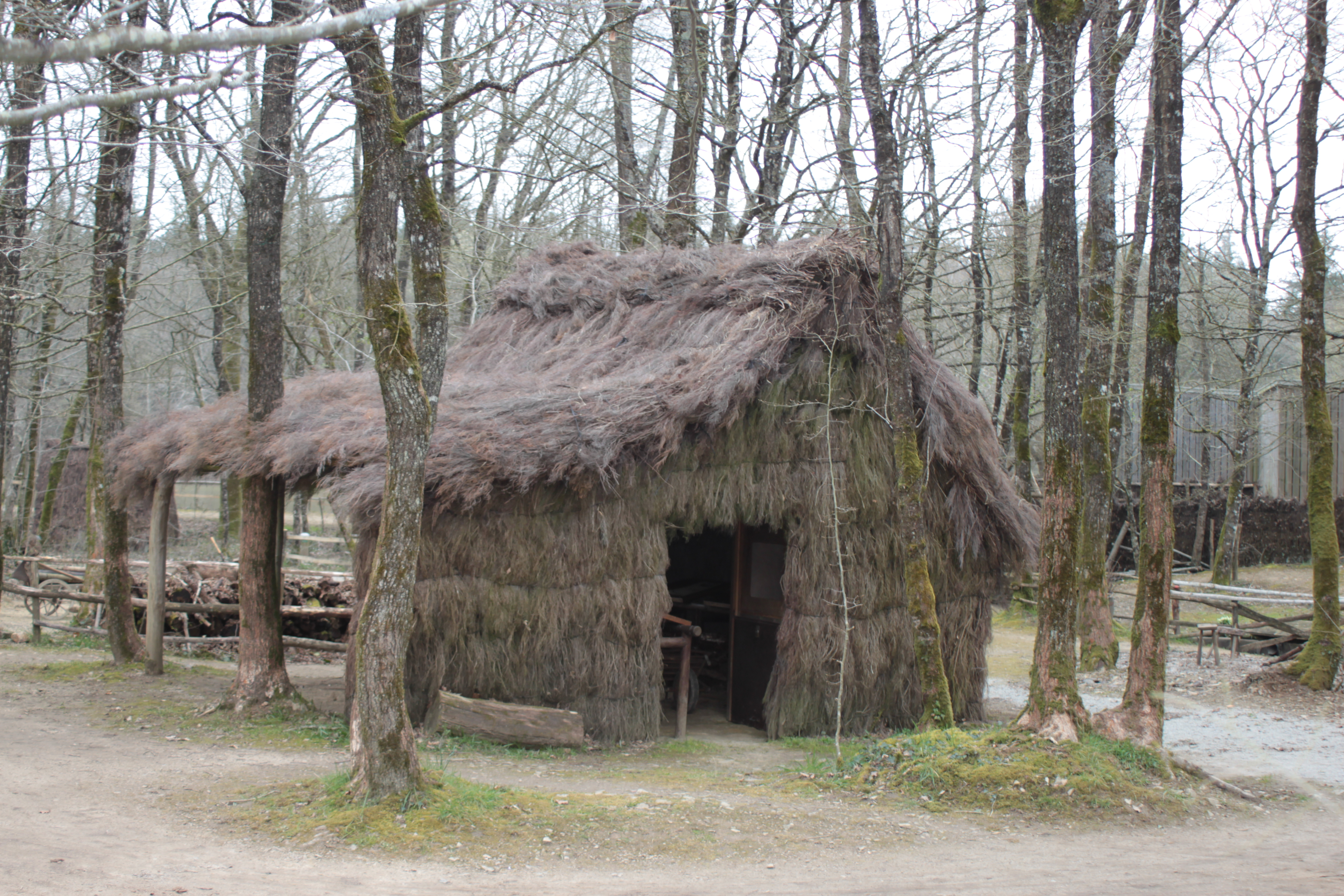
Die Zuflucht von Grasla

- Die Zuflucht von Grasla im Wald von Grasla, Rückzugsraum der Widerständler der Vendée gegen die Republikaner während der Jahre 1793/1794.